# Bockadjuret
Bockadjuret (Xenoturbella bocki) är en djurart som tillhör fylumet paradoxmaskar, och som först beskrevs av Einar Westblad 1949.  Xenoturbella bocki ingår i släktet bockadjur, och familjen Xenoturbellidae.
Den första paradoxmasken, eller bockadjuret som arten kallas, hittades 1915 av Sixten Bock i Bohuslän. Dessa djur har en maskliknande plattad och gulaktig kropp. Kroppen har en tvärgående ränna på rygg- och buksida och en mun på buksidan. De saknar tydliga könsorgan och andra inre organ men bildar ändå könsceller och verkar veta vad som är upp och ner. Detta enkelt byggda djur finns i lerbottnar utanför Bohuslän. Sedan den första paradoxmaskens upptäckt har dess placering i det utvecklingsbiologiska trädet varit omtvistat. Först placerades de bland plattmaskarna, därefter bland blötdjuren, men nu anser man att de är en egen grupp bland de tvåsidiga djuren som knoppats av innan alla andra maskar och blötdjur utvecklades. Det finns totalt 6 beskrivna arter av gruppen paradoxmaskar.
Bockadjuret lever på kustnära slambottnar utanför Bohuslän.